# Haplodrassus bengalensis
Haplodrassus bengalensis är en spindelart som beskrevs av Gajbe 1992. Haplodrassus bengalensis ingår i släktet Haplodrassus och familjen plattbuksspindlar. Inga underarter finns listade i Catalogue of Life.